# コロンビア (原子力潜水艦)
| USS Columbia (SSN-771) |                                           |
| 艦歴                   |                                           |
| 発注                   | 1988年12月14日                            |
| 起工                   | 1993年4月21日                             |
| 進水                   | 1994年9月24日                             |
| 就役                   | 1995年10月9日                             |
| その後                 | 就役中                                    |
| 母港                   | ハワイ州真珠湾                            |
| 性能諸元               |                                           |
| 排水量                 | 満載：6,927 トン、基準：6,000 トン        |
| 全長                   | 110.3 m (362 ft)                          |
| 全幅                   | 10 m (33 ft)                              |
| 喫水                   | 9.4 m (31 ft)                             |
| 最大速                 | 水上25 kt (46 km/h)、水中30+ kt (56 km/h) |
| 潜行深度               | 290 m (950 ft)                            |
| 機関                   | S6G reactor 1基                           |
| 乗員                   | 士官12名、兵員98名                        |
| モットー               | Preserving Freedom On The Seas            |
|                        |                                           |

コロンビア(USS Columbia, SSN-771)は、アメリカ海軍のロサンゼルス級原子力潜水艦の60番艦。艦名はサウスカロライナ州、ミズーリ州、イリノイ州それぞれのコロンビアに因んで命名された。その名を持つ艦としては8隻目であるが、前の艦はそれぞれその名の由来が異なる。先代の7代目コロンビアとなるクリーブランド級軽巡洋艦2番艦(CL-56)はサウスカロライナ州コロンビア市に因むとされる。

## 艦歴
コロンビアの建造は1988年12月14日にコネチカット州グロトンのジェネラル・ダイナミクス・エレクトリック・ボート社に発注され、1993年4月21日に起工した。
コロンビアは1994年9月24日に1,300フィートの木製傾斜路を滑走して進水するという従来の方法で進水した。この方式で進水した潜水艦としては最後の艦であり、本艦以降の艦はドックに注水して進水することとなる。
コロンビアはヒラリー・クリントンによって命名され、1995年10月9日にデール・G・ゴーヴァン艦長の指揮下就役した。
2010年3月26日に韓国の白翎島付近で沈没したと、韓国の自主民報で報道されたことがある。これは、大韓民国海軍、哨戒艦「天安」沈没事件と同一日であった。
なお、これについては、その後の活動として、琉球日報２０１０年４月５日付（WEB公開）で『３日で米原潜３隻、ホワイトビーチにコロンブス入港』という記事内に、『３日にも同基地には原潜ヒューストン（同）とコロンビア（同）が沖合停泊しており』と記述され、その原潜の活動が記録されている。